# Jacqueline Lafontaine-Dosogne
Jacqueline Lafontaine-Dosogne, née le 23 novembre 1928 à Braine-l'Alleud et morte le 21 mai 1995 à Bruxelles, est une chercheuse, curatrice des Musées royaux belges et spécialiste de l'Empire byzantin et plus largement de l'histoire de l'art chrétien.
Scientifique très prolifique, elle produit plus de 120 publications dans ses sujets d'étude.

## Biographie
Elle naît le 23 novembre 1928 à Braine-l'Alleud. Elle étudie à l'Université libre de Bruxelles et y obtient une licence en histoire de l'art et en archéologie (1955), avant de poursuivre un doctorat en philologie et lettres classiques, qu'elle obtient en 1961. Le sujet de sa thèse fait ensuite l'objet d'une publication sous deux volumes, avec le titre « Iconographie de l'Enfance de la Vierge dans l'Empire byzantin et en Occident ». Elle est une polyglotte accomplie, ce qui l'aide dans ses recherches et voyages, et parle couramment le français, l'anglais et l'italien et comprend très correctement l'allemand, le néerlandais, le grec moderne, et le russe, avec quelques notions de turc, bulgare, roumain et espagnol.
Lafontaine-Dosogne s'implique dès les années 1950 dans la recherche. Elle commence par étudier les représentations artistiques des récits de l'enfance de Jésus,,. Dans le cadre de ces recherches, elle met en évidence les liens qui existent entre la littérature apocryphe sur l'enfance, comme le Protévangile de Jacques et l'hymnographie byzantine, à l'instar de l'hymne acathiste. 
La chercheuse rejoint la Société nationale des Antiquaires de France en 1978, sur recommandation d'André Grabar et avec le parrainage de Louis Grodecki. Elle s'intéresse particulièrement à l'art de Pisidie, la région d'Antioche, l'art de Cappadoce et l'art du Caucase, à travers l'art géorgien. La chercheuse établit aussi des listes d'objets byzantins en Europe occidentale qui proviennent du pillage des Croisades,.
Il s'agit d'une scientifique très prolifique, en tout, il est estimé qu'elle produit plus de 120 publications différentes. Elle meurt le à 21 mai 1995 à Bruxelles,.